# Bernhard Stecker

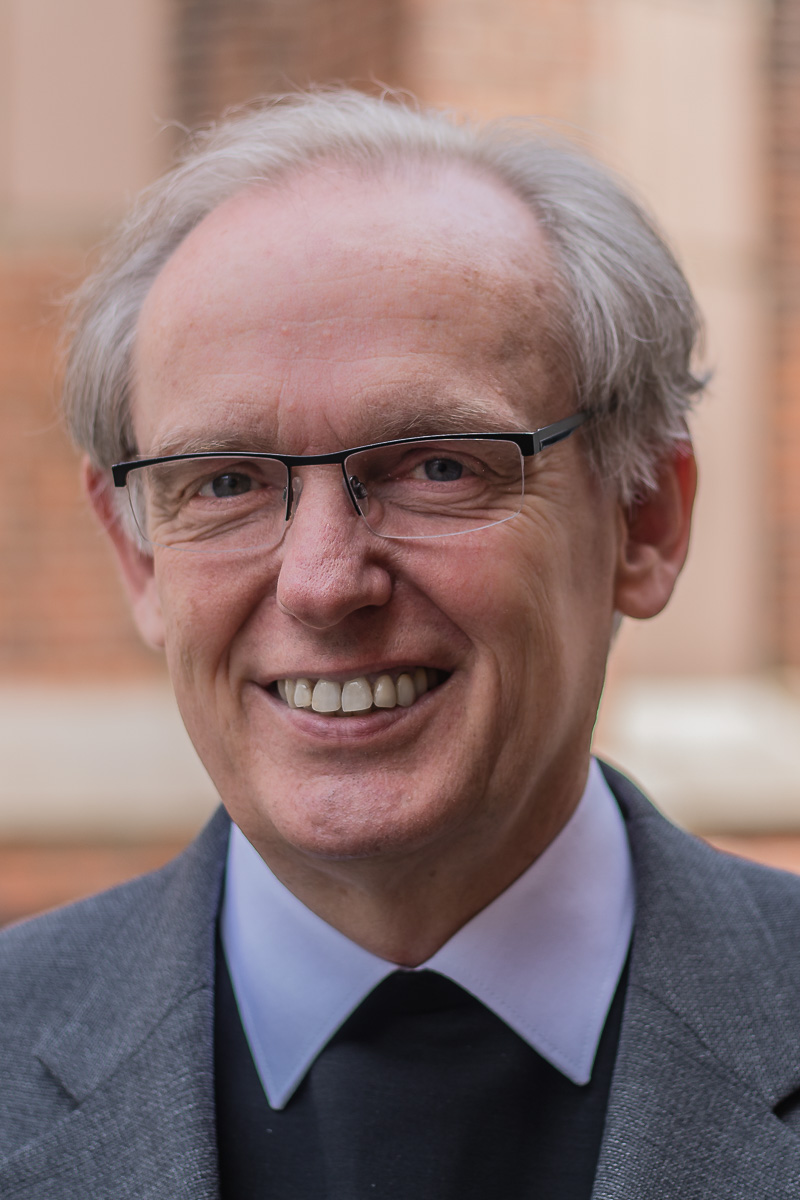
Bernhard Stecker

Bernhard Stecker (* 28. September 1964 in Meppen) ist ein deutscher römisch-katholischer Theologe und seit 2019 Propst in Bremen.

## Leben und Wirken
Stecker ist der Sohn von Josef Stecker, Jurist und von 1957 bis 1969 für die CDU Mitglied des Deutschen Bundestages. Er wuchs im Emsland und von 1970 bis 1984 in Hannover auf. Dort machte er 1983 sein Abitur am Ratsgymnasium und studierte nach dem Wehrdienst von 1984 bis 1990 katholische Theologie an der Philosophisch-Theologischen Hochschule St. Georgen in Frankfurt am Main, an der Gregoriana in Rom und an der Ludwig-Maximilians-Universität München. Stecker ist seit Studientagen Mitglied der K.D.St.V. Greiffenstein (Breslau) Frankfurt am Main sowie der K.A.V. Capitolina Rom im Cartellverband. Er wurde mit einer Arbeit über die „Kirche in der Demokratie“ promoviert.  Sein Doktorvater war der Sozialethiker Wilhelm Korff.
1994 trat Stecker ins Osnabrücker Priesterseminar ein. Am 1. April 1995 wurde er im Osnabrücker Dom von Weihbischof Norbert Werbs zum Diakon und am 16. Mai 1996 vom Osnabrücker Bischof Franz-Josef Bode zum Priester geweiht. 
Danach war Stecker Kaplan in der Kirchengemeinde St. Anna in Twistringen und später in St. Augustinus und St. Josef in Nordhorn. Ab 2002 war er Pfarrer der Pfarreiengemeinschaft St. Lambertus in Ostercappeln, zu der auch Bad Essen gehört. 2014 wurde er Pfarrer in Osnabrück-Haste und Stadtdechant in Osnabrück.
Im Herbst 2019 wurde Stecker Propst in Bremen. Als Propst in Bremen leitet Stecker den Katholischen Gemeindeverband in Bremen. Gleichzeitig ist er Leiter des Katholischen Büros Bremen, der Kontaktstelle der katholischen Kirche im Land zum Bremer Senat und zur Bremischen Bürgerschaft. Außerdem ist er Dechant des Dekanates Bremen und damit Vorsitzender des Bremer Stadtpastoralrates. Zugleich ist er Pfarrer der Propsteigemeinde St. Johann, Vorsitzender des Aufsichtsrates der Caritas Bremen und Mitglied im Aufsichtsrat des Krankenhauses St. Joseph-Stift GmbH Bremen.
Stecker wurde im Juni 2020 zum Moderator des Priesterrates im Bistum Osnabrück gewählt. Er war Mitglied der Synodalversammlung des Synodalen Weges der katholischen Kirche in Deutschland. Der Pastoralkommission der Deutschen Bischofskonferenz gehört er als Berater an. Seit 2008 ist er Mitglied im Ritterorden vom Heiligen Grab zu Jerusalem und dort Prior der Komturei Bremen.
Seit Dezember 2021 ist Stecker Mitglied im Domkapitel des Bistums Osnabrück. Im November wurde er in einem feierlichen Gottesdienst in sein Amt als nichtresidierender Domkapitular im Domkapitel Osnabrück eingeführt.